# Zdeněk Koubek
Zdeněk Koubek (* 8. Dezember 1913 in Paskov als Zdenka Valerie Koubková, auch bekannt als Zdena Koubková; † 12. Juni 1986 in Prag) war ein trans*geschlechtlicher tschechischer bzw. tschechoslowakischer Leichtathlet und Trainer.  Nach einer Operation im Zuge der Transition (Frau zu Mann) und dem Namenswechsel dann tschechoslowakischer Angestellter, Beamter und Rugbyspieler.

## Leben
Zdeněk Koubek wurde bei der Geburt dem weiblichen Geschlecht zugewiesen. Der Vater Jakub war Beschäftigter auf dem Großgrundbesitz der Grafen zu Stolberg-Stolberg, die Mutter hieß Marie. Die Familie zog später nach Brünn. Zdeněk lernte nach Abschluss der Volksschule dort Verkäuferin. Nach dem Beitritt zum katholischen Sportverein Orel (Adler) zeichnete er sich rasch als Läuferin und Springerin aus. Daneben spielte er gerne privat mit Jungen Fußball. Aufgrund der sportlichen Erfolge kam es 1932 zu einem Wechsel vom Universitätssportklub Brünn zum Universitätssportklub Prag (Vysokoškolský sport Praha), wo er aufgrund seiner sportlichen Leistungen und ohne besondere Ausbildung als Leichtathletiktrainerin der Frauenmannschaft angestellt wurde. 
Koubek gewann 1934 die tschechoslowakische Leichtathletik-Meisterschaft im 100-, 200- und 800-Meter-Lauf der Frauen sowie im Weit- und Hochsprung der Frauen. Am 14. Juni 1934 erreichte er mit 2:16,4 Minuten erstmals einen Weltrekord im 800 Meter-Lauf der Frauen. Bei den 4. Frauen-Weltspielen in London im August 1934 verbesserte er den 800-Meter-Weltrekord der Frauen auf 2:12,4 Minuten. Auch mit der tschechoslowakischen 4-mal-100-Meter-Frauen-Staffel lief er Weltrekord und wurde im Weitsprung der Frauen mit 5,70 m Dritte, was neuer tschechoslowakischer Rekord bedeutete. 
Von den Medien und in einem Roman von Lída Merlínová (eigentlich Ludmila Skokanová, 1906–1988) wurde Koubek als moderne Sportlerin und Kämpferin für die Frauen gefeiert, andererseits wurden öffentlich Zweifel an seiner Geschlechtsidentität geäußert. Einer Untersuchung von Sportärztinnen verweigerte er sich. In ihm verstärkten sich die Spannungen mit seiner Geschlechtsrolle und führten ihn in eine psychische Krise. Koubek fühlte sich selbst nicht als Sportlerin, aber zu Frauen hingezogen, was der öffentlichen Erwartung an ihn widersprach. 1935 zog er sich vom Sport und der Öffentlichkeit zurück und wurde aus dem Sportklub ausgeschlossen. Er suchte medizinische Hilfe, begann eine hormonelle Behandlung und entschied sich für eine männliche Identität. Fortan nannte er sich Zdeněk Koubek. Im März 1936 unterzog er sich einer Operation. Die amtliche Anerkennung seiner Geschlechtsänderung erfolgte Ende 1936.
Zdeněk Koubek finanzierte 1936 seine Existenz durch eine Tournee über seine Geschichte in den USA, obwohl er kein Englisch sprach. In Prag arbeitete er dann beim Motorradhersteller Jawa und machte das Abitur nach. Er heiratete eine Frau, und später wurde er in einem Prager Ministerium angestellt. Nach den politischen Änderungen von 1968 wurde er nur noch als Hilfsarbeiter beschäftigt.
Seine Rekorde wurden 1943 von der International Association of Athletics Federations (IAAF) gestrichen, er selbst trennte sich von allen Sportauszeichnungen. Zusammen mit seinem Bruder spielte er nach 1945 in der Rugby-Mannschaft RC Mountfield Říčany.